# قلمرو یاناگاوا
قلمروی یاناگاوا (به ژاپنی: 柳河藩 Yanagawa-han) یک هان (ژاپن) در دوره ادو بود. این هان با ولایت چیکوگو در قبل از دوره ادو و استان فوکوئوکا امروزی در جزیره کیوشو در ارتباط است.